# Vráž (Ostředek)
Vráž je malá vesnice, část obce Ostředek v okrese Benešov. Nachází se asi 3 km na severozápad od Ostředku. V roce 2009 zde bylo evidováno 8 adres.

## Geografie
Vráž leží v katastrálním území Bělčice u Ostředka o výměře 5,01 km²  v lesích západně u dálnice D1 v nadmořské výšce cca 400 m n. m., nejvyšším bodem území je Vrážský vrch (469 m). Na severu sousedí s obcí Komorní hrádek. Nad osadou prochází turistická trasa od Sázavy (Chocerady) do Kozmic a Benešova. Nejbližší veřejná doprava je autobusová zastávka v Komorním Hrádku, v Choceradech je vlaková zastávka i autobusová línka PID. Příjezd do osady je po účelové komunikaci od čerpací stanice Naháč na D1.
V lesích jihovýchodně vybudovaly Lesy ČR brokovou parkourovou střelnici.

## Historie
První písemná zmínka o vesnici pochází z roku 1406.